# Workolotokształtne
Workolotokształtne (Phalangerida) – podrząd ssaków z rzędu dwuprzodozębowców (Diprotodontia).

## Rozmieszczenie geograficzne
Podrząd obejmuje gatunki występujące w Australazji.

## Podział systematyczny
Do podrzędu należą następujące nadrodziny:
- Burramyoidea R. Broom, 1898 – jedynym przedstawicielem są Burramyidae R. Broom, 1898 – drzewnicowate
- Phalangeroidea Rafinesque, 1815
- Petauroidea Bonaparte, 1838 – lotopałankowce
- Macropodoidea J.E. Gray, 1821

Opisano również rodziny wymarłe o niepewnym statusie taksonomicznym (incertae sedis):
- Miminipossumidae M. Archer, Binfield, Hand, K.H. Black, Creaser, Myers, Gillespie, Arena, Scanlon, Pledge & Thurmer, 2018
- Miralinidae Woodburne, Pledge & M. Archer, 1987